# Kasta
Kasta je zvláštní výlučná skupina osob, jejichž sociální status je předem dán zrozením. Je to způsob sociální stratifikace, který je institucionálně zakotven v náboženství. Neexistuje prostupnost mezi kastami ani sociální mobilita, praktikuje se endogamie – členové se mohou ženit a vdávat pouze uvnitř kasty.

## Charakteristika
Termín pochází z portugalského casta, jelikož Portugalci byli první Evropané, kteří se seznámili s nejznámějším takovým systémem, kastovním systémem v Indii. Indové se dělí do čtyř varen, což je spíše nábožensko-filosofický koncept, a do asi tří tisíc endogamních skupin zvaných džáti. Mimo vlastní systém kast stojí bezkastovní obyvatelstvo, tzv. Nedotknutelní.
Mimo Indii kastovní systémy existují i v ostatních státech jižní Asie, v Indonésii na Bali, Severní Koreji, u Jezídů a v afrických společnostech. V minulosti byl kastovní systém praktikován např. v Číně, Japonsku a Koreji. V Evropě měli status podobný nedotknutelným Agoti. Za uzavřenou kastu lze považovat i pohodné.
Termín kasta se v přeneseném sociologickém významů využívá též pro označení z většinové společnosti oddělených a endogamii provázaných skupin - etnických i profesních (Romové, světští).